# 5875 Kuga
Az 5875 Kuga (ideiglenes jelöléssel 1989 XO) a Naprendszer kisbolygóövében található aszteroida. Kin Endate,  Vatanabe Kazuró fedezte fel 1989. december 5-én.